# Il re è morto
Il re è morto (titolo originale The King is Dead) è un romanzo giallo di Ellery Queen, pubblicato nel 1952.

## Trama
Ellery Queen, lo scrittore detective, e suo padre Richard Queen, ispettore della Squadra Omicidi di New York, ricevono la visita improvvisa di Abel Bendigo, fratello del multimilionario King Bendigo, produttore di munizioni, che li ingaggia per scoprire l'autore delle lettere minatorie ricevute dal fratello King. Le lettere annunciano che King verrà ucciso in un giorno e un'ora ben precisi.  I Queen seguono Abel nell'isola Bendigo, situata in mezzo all'Atlantico, dove "il Re" ha costruito un impero economico con tanto di sudditi e regina. Malgrado le precauzioni prese, nell'ora prestabilita il delitto avviene in circostanze straordinarie: in una stanza che è un vero e proprio bunker, chiusa ermeticamente da una porta d'acciaio, sorvegliata da diversi uomini.

## Personaggi principali
- Kane "King" Bendigo - ricchissimo industriale, produttore di munizioni
- Karla Bendigo - sua moglie
- Abel Bendigo - suo fratello, dirigente della Bodigen Arms Co.
- Judah Bendigo - suo fratello
- Max - allenatore e guardia del corpo di King
- Dottor Storm - medico personale di King
- Peabody - consigliere legale dei Bendigo
- Colonnello Spring - capo del servizio di sicurezza dei Bendigo
- Richard Queen - capo della squadra omicidi di New York
- Ellery Queen - suo figlio, investigatore dilettante

## Critica
"Ellery Queen qui assume un sottofondo politico, e c'è anche un capitolo con un viaggio dove torna per nostalgia a Wrightsville. Ma non c'è molto mistero su chi sia stato il colpevole - è più una questione di come abbia fatto."

"EQ usò anche il tema delle perquisizioni per sviluppare un diverso tipo di trama, specialmente in alcuni dei suoi lavori più tardi come Il Re è morto. Qui EQ conduce una perquisizione approfondita del vestiario di un morto, cercando un oggetto che non salta fuori, ma che avrebbe dovuto esserci. Il lettore deve cercare di indovinare quale oggetto manca dalla lunga lista di oggetti di abbigliamento. Francis M. Nevins chiama questo tipo di approccio 'l'indizio negativo'."

## Opere derivate
La RAI nel 1984 mandò in onda su Radiouno, nell'ambito della serie "I martedì della signora omicidi", un radiodramma tratto dal romanzo, dal titolo Il re è morto, per la regia di Giorgio Bandini.

## Edizioni italiane
- Il re è morto, traduzione di Bruno Tasso, Collana Serie Gialla n.25, Milano, Garzanti, 1954. - Collana I Classici del Giallo n.218, Mondadori, 1975; Collana Oscar Gialli n.121, Mondadori, 1984; I Classici del Giallo n.877, Mondadori, settembre 2000; I Classici del Giallo n.1437, Mondadori, ottobre 2020.
- Il re è morto, traduzione di Bruno Tasso, Collana Oscar scrittori moderni, Arnoldo Mondadori Editore, 2003,  p. 209, ISBN 978-88-04-51580-7. - Collana Le strade del giallo n.44, La Biblioteca di Repubblica, 2005.